# Henri Darmon
Henri Darmon (Paris, 22 de outubro de 1965) é um matemático canadense, que trabalha com teoria dos números.
Darmon estudou informática e matemática na Universidade McGill (bacharelado em 1987), e obteve um doutorado em 1991 na Universidade Harvard, orientado por Benedict Gross, com a tese Refined class number formulas for derivatives of L-Series. Após três anos na Universidade de Princeton como instrutor e no final como professor assistente, foi em 1994 professor assistente na Universidade McGill. Lá foi em 1997 professor associado, em 2000 professor e em 2005 James McGill Professor. É desde 1998 diretor do Centre Interuniversitaire en Calcul Mathématique Algébrique (CICMA) e desde 1999 membro do Centre de Recherches Mathématiques (CRM).
Recebeu o Prêmio Coxeter–James de 1998, o Prêmio G. de B. Robinson de 1996, o Prêmio André Aisenstadt de 1997, o Prêmio Ribenboim de 2002, sendo desde 2003 membro da Sociedade Real do Canadá, da qual recebeu o Prêmio John L. Synge de 2008.
Foi palestrante convidado do Congresso Internacional de Matemáticos em Madrid (2006: Heegner points, Stark-Heegner-points and special values of L-Functions. Recebeu o Prêmio Cole de 2017 em teoria dos números e o Prêmio CRM-Fields-PIMS.

## Publicações selecionadas
- com Richard Taylor, Fred Diamond: Fermat´s Last Theorem, in Current Developments in Mathematics, Volume 1, 1995, p. 1–157, International Press
- The Shimua-Taniyama-Weil Conjecture, Russian Mathematical Surveys, Volume 50, 1995, p. 503–549
- com Massimo Berolini P-adic L-Functions and modular elliptic curves, in Engquist, Schmid (Ed.) Mathematics unlimited, Springer 2001